# C.B. Fry
Charles Burgess Fry, kendt som C.B. Fry (født 25. april 1878, død 7. september 1956), var et engelsk universalgeni. Han var en fremragende sportsmand, politiker, diplomat, underviser, forfatter, forlægger og redaktør, som måske bedst huskes for sin karriere som cricketspiller.
Blandt Frys sportslige højdepunkter var landsholdskarrieren i både cricket og fodbold, deltagelse i FA Cup-finalen i fodbold for Southampton F.C. samt en tangering af den daværende verdensrekord i længdespring. På sine ældre dage blev han noget svagelig, men han hævdede til langt op i halvfjerdsårsalderen, at han fortsat kunne lave sit festtrick: Fra stående position at springe baglæns op og sidde på en kamin.